# Fatoumata Yarie Soumah
Pour les articles homonymes, voir Soumah.
Fatoumata Yarie Soumah est une femme politique guinéenne.
Elle a été Garde des Sceaux, ministre de la Justice et des Droits de l'homme du 2 novembre au 31 décembre 2021.

## Parcours professionnel
Avant d'être ministre, elle était notaire ; elle a notamment été présidente de la Chambre des notaires de Guinée.
Du 2 novembre au 31 décembre 2021, elle était la Garde des Sceaux, ministre de la Justice et des Droits de l'homme dans le gouvernement Mohamed Béavogui avant d'être limogée et devient la deuxième femme nommée à ce poste depuis l'indépendance.